# Carl Fedor von Bose
Carl Fedor von Bose (* 14. April 1856 in Lauter/Sa.; † 16. Januar 1919 in Bad Elster) war ein deutscher Staatsbeamter.

## Leben und Wirken
Carl von Bose stammte aus dem sächsischen Uradelsgeschlecht von Bose. Sein Vater Carl Hermann Fedor von Bose (* 25. März 1829 in Mügeln; 3. April 1913 in Dresden) war als Brandversicherungsoberinspektor in Zwickau tätig. Die Mutter Natalie von Bose, geb. Müller (* 22. November 1833 in Grünhain, Kreis Schwarzenberg; † 31. Januar 1923 in Mosel, Kr. Zwickau) war die Tochter des Forstmeisters Carl Müller und seiner Frau Natalie Gottschald.
Von Bose selbst erreichte den Rang eines kaiserlicher Regierungsrates in der elsässischen Stadt Straßburg. Darüber hinaus war er Mitglied der Generaldirektion der Reichseisenbahnen in Elsaß-Lothringen sowie Ober und Geheimer Baurat.
Boses Sohn Herbert von Bose war als Oberregierungsrat in den Jahren 1933/1934 Pressechef in der Kanzlei von Hitlers Vizekanzler Franz von Papen und wurde 1934 von der Gestapo erschossen.